# Kreozot
Kreozot je zmes fenola in fenolovih etrov, ki jo pridobivajo iz lesnega in premogovega katrana. Uporabljajo ga kot sredstvo za zaščito lesa in v zdravilstvu. 